# Olivetti Prodest PC 128
Olivetti Prodest PC 128 è un home computer distribuito in Italia dalla Olivetti a partire dal 1986, il primo in ordine cronologico di tre computer commercializzati con il marchio Olivetti Prodest, al quale seguirono i modelli PC 128 S e PC 1.
La macchina è la versione italiana del computer Thomson MO6 prodotto dalla francese SIMIV - Société Internationale de Micro-Informatique et de Vidéo,  una società del gruppo Thomson attiva dal 1983 al 1989.
Insieme al PC 128 S, di categoria simile ma non compatibile, guadagnò una presenza significativa sul mercato italiano. Il numero nei nomi si riferisce alla quantità in kB di RAM disponibile, secondo una prassi adottata da vari modelli di home computer nella prima metà degli anni '80.
Tuttavia, nonostante le discrete capacità hardware, la campagna pubblicitaria, e il supporto di una rivista mensile dedicata (Olivetti Prodest User della Jackson), i due modelli non riuscirono a competere con il predominio del Commodore 64.

## Caratteristiche
Rispetto al Thomson MO6 originale vennero applicate delle modifiche: il cambiamento del segnale per l'output su televisore (dallo standard francese SÉCAM, sviluppato dalla stessa Thomson, a quello PAL usato in Italia), al layout della tastiera - da un layout AZERTY francese a uno QWERTY italiano -, alla ROM (che conserva due distinte versioni del Microsoft BASIC come il MO6: il SIMIV BASIC 1.0 - per la compatibilità con i programmi del modello precedente MO5 - e il SIMIV BASIC 128 1.0 - che fornisce diversi miglioramenti e la capacità di indirizzare in maniera trasparente i 128 Kib di RAM del computer) e alle finiture, come l'aggiunta del caratteristico logo con l'immagine di una piramide. Oltre a una versione base, che comprendeva il solo manuale e il cui prezzo di vendita era di 380.000 lire, era disponibile un secondo allestimento chiamato Kit d'inizio PC 128, che includeva il software ColorPaint e una penna ottica, al prezzo di 420.000 lire.
Il calcolatore è un compatto che comprende nell'unità centrale la tastiera, l'alimentatore e un lettore di cassette a nastro con velocità selezionabile di 1200 o 2400 baud, mentre potevano essere acquistati come accessori un monitor da 12" bianco e nero (modello MC 1200) o 14" a colori (MC 1400), uno o due joystick, un mouse (MS 1030), un lettore di floppy disk esterno da 3"½, una penna ottica e una stampante ad aghi (DM 90) near letter quality.

## BASIC
Come per molti home computer, la SIMIV usava un BASIC sviluppato dalla Microsoft, una implementazione del BASIC-69 (così chiamato perché destinato alla CPU Motorola 6809) chiamato SIMIV BASIC 1.0. La prima versione del venne utilizzata nel Thomson TO7 nel 1982 e occupava 16 KiB. Il SIMIV BASIC 1.0 usato nel Thomson MO5 nel 1984 occupava 12 KiB, perché erano state rimosse alcune istruzioni e mancava il supporto per le variabili a doppia precisione.
Nel modello successivo Thomson MO6 questo interprete venne conservato e affiancato da nuova versione chiamata SIMIV BASIC 128 1.0, che reintroduceva il supporto per le variabili a doppia precisione e altre funzioni, ad esempio il supporto alla grafica della tartaruga con fino a dieci "tartarughe" attive simultaneamente.

## Kit di base
Insieme all'home computer veniva allegata una piccola confezione di forma quadrata chiamata Kit di base che contiene otto programmi della Infogrames, tradotti in italiano, su sei cassette a nastro:
1. Introduzione al BASIC (programma educativo che occupa due cassette)
2. Sortileges (gioco di labirinto isometrico, fantasy)
3. Scarfinger (l'agente segreto 06 deve condurre la sua moto tra le curve dell'isola di Scarfinger, evitando gli ostacoli e raccogliendo le bombe per distruggere la porta blindata e otto reattori nucleari)
4. Androides (clone di Lode Runner)
5. Compilation I, che comprende i seguenti videogiochi:
  1. Meteo 7 (clone di Space Invaders)
  2. Spix (clone di Qix)
  3. Ruggero e Paolo (clone di Donkey Kong)
  4. Troff (clone di Tron)

## Software commerciale
Segue l'elenco parziale dei software creati e distribuiti ufficialmente per questo computer:

### Videogiochi
- Androides, clone di Lode Runner
- Avenger
- Beach Head
- Bidul, clone di Pac-Man
- Blitz!
- Blue War II, simulatore navale
- Bob Morane: Cavalleria
- Bob Morane: Giungla
- Captain Blood
- Chamonix Challenge Quota 2000
- Chicago 90
- Classiques 1 e 2, raccolte della Titus Software
- Compilation II, raccolta della Infogrames
- Dakar 4x4
- Dakar moto
- Gli dei del mare (Les dieux de la mer), sportivo
- Dom Camillo
- Duel 2000, picchiaduro a incontri
- L'eredità, avventura
- Frogs[6]
- Giochi di carte
- Giochi olimpici (Les dieux du stade)
- Le grand saut, platform
- Green Beret
- Imperialis, strategico sulla Guerra fredda
- Intrigo a Parigi (Infogrames), puzzle
- Karate
- Las Vegas, avventura
- Lucky Luke: Nitroglycérine
- Maddog
- La maledizione di Thaar / Poseidone, raccolta di avventure
- Meteo 7, clone di Space Invaders
- La miniera di diamanti (La mine aux diamants), clone di Boulder Dash
- Le mystère de Paris
- La notte dei Templari, avventura dinamica
- Numero 10, calcio
- OK Cowboy
- Olimpiadi invernali (Les dieux de la glisse)
- Orbital Mission
- Prohibition
- Qrisp
- Ruggero e Paolo, clone di Donkey Kong
- Runway, automobilismo
- Runway II
- Saphir, platform
- Scarfinger
- Silent Service
- Sorcery
- Sortileges
- Spix, clone di Qix
- Super Flippard
- Super Tennis
- TNT: Territorio da Neutralizzare Tempestivamente, sparatutto
- Troff, clone di Tron
- Vampire
- Vol solo, simulatore di volo
- The Way of the Tiger, combattimento ninja
- Yie Ar Kung-Fu II

### Applicativi
- Assembler
- Astronomia
- Business+, simulatore finanziario
- Font Manager
- Introduzione al BASIC
- Productivity Kit - Introduzione al software integrato